# چیکسی
چیکسی (به لاتین: Trzykosy) یک روستای لهستان در لهستان است که در Gmina Koprzywnica واقع شده‌است.

## خصوصیات
چیکسی ۲۶۰ نفر جمعیت دارد.